# Chronik der Stadt München/Vorgeschichte
Diese Liste ist eine Teilliste der Chronik der Stadt München. Sie listet datierte Ereignisse der Vorgeschichte Münchens bis zur Gründung Münchens (vermutlich 1157/58) auf. Das sind vor allem erstmalige urkundliche Erwähnungen ursprünglich eigenständiger Orte, die heute Stadtteile Münchens sind.

## 750
- erste urkundliche Erwähnung Oberföhrings als „ad Feringas“

## 763
- 29. Juni: erste urkundliche Erwähnung Pasings als „villa Pasingas“

## 768
- erste urkundliche Erwähnung Bogenhausens als „Pupinhusir “

## 772
- 13. September: erste urkundliche Erwähnung Truderings als „Truhteringa“

## 774
- 30. März: erste urkundliche Erwähnung Allachs als „Ahaloh “

## 780
- erste urkundliche Erwähnung Perlachs als „Peralohc“

## 782
- erste urkundliche Erwähnung Schwabings als „Suuapinga“

## 779
- zwischen 779 und 806: erste urkundliche Erwähnung Sendlings als „Sentilinga“ (genaue Datierung ungesichert)

## 790
- erste urkundliche Erwähnung Giesings als „Kyesinga“
- erste urkundliche Erwähnung Feldmochings als „Feldmohinga“

## 807
- 4. Juni: erste urkundliche Erwähnung Moosachs als „Mosaha“

## 808
- erste urkundliche Erwähnung Haidhausens als „Haidhusir“

## 812
- 23. April: erste urkundliche Erwähnung Berg am Laims als „ad Perke“

## 815
- 2. Oktober: erste urkundliche Erwähnung Johanneskirchens als „ecclesia sancti Johannis in loco Feringas“ (Kirche des heiligen Johannes zu Föhring)
- erste urkundliche Erwähnung Fröttmanings als „Freddimaringa“

## 817
- erste urkundliche Erwähnung Menzings als „Mezinga“

## 839
- erste urkundliche Erwähnung Daglfings als „ad Tagolfingas“

## 870
- erste urkundliche Erwähnung Baumkirchens als „Pouminunchirichen“

## 948
- erste urkundliche Erwähnung Freimanns als „Frienmannun“
- erste urkundliche Erwähnung Lochhausens als „Lohhusa“

## 957
- erste urkundliche Erwähnung Riems als „Riema“
- erste urkundliche Erwähnung einer Mühle in München, die später zur Bäcker-Kunstmühle wurde

## 1006
- erste urkundliche Erwähnung Ramersdorfs als „Rumoltesdorf“

## 1010
- 16. April: erste urkundliche Erwähnung Aubings als „Ubingun“

## 1021
- erste urkundliche Erwähnung Zamdorfs als „Zamindorf“

## 1047
- erste urkundliche Erwähnung Laims als „in loco leima“ (= am/im Ort Leim)

## 1048
- erste urkundliche Erwähnung Haderns als „ad Harderun“

## 1078
- erste urkundliche Erwähnung Sollns als „de Solon“

## 1149
- erste urkundliche Erwähnung Milbertshofens als „Ilmungeshofen“
- erste urkundliche Erwähnung Harlachings als „Hadaleichingen“